# Dictyopharoides rufistigma
Dictyopharoides rufistigma är en insektsart som först beskrevs av Walker 1851.  Dictyopharoides rufistigma ingår i släktet Dictyopharoides och familjen Dictyopharidae. Inga underarter finns listade i Catalogue of Life.